# Station Krzywda
Station Krzywda is een spoorwegstation in de Poolse plaats Krzywda.